# Pavel Houška
Pavel Houška, né le 23 janvier 1984, à Ústí nad Labem, en Tchécoslovaquie, est un joueur tchèque de basket-ball. Il évolue au poste d'ailier.

## Palmarès
- Champion de République tchèque 2013